# Hymenochaete digitata
Hymenochaete digitata är en svampart som beskrevs av Burt 1918. Hymenochaete digitata ingår i släktet Hymenochaete och familjen Hymenochaetaceae.   Inga underarter finns listade i Catalogue of Life.